# Hercules (模擬器)
Hercules是一套以 QPL 自由軟件 許可證所發行的模擬器，用作模擬IBM所開發的大型计算机 (System/370， System/390 以及 zSeries) 。

## 系統支援
Hercules 支援以下的操作系統 ：
- 屬於公有領域的 OS/360、DOS/360、DOS/VS、MVS、VM/370 以及 TSS/370
- IBM 的 OS/390、z/OS、VSE/ESA、z/VSE、VM/ESA 和 z/VM
- 自由軟件： Linux/390

## 商業版本
- TurboHercules － 法國TurboHercules SAS公司所開發。[2]

## 外部連結
- Hercules官方網站（页面存档备份，存于）